# Битва слонов
Битва слонов, или слоновая победа — условное название битвы между войсками селевкидского царя Антиоха I и вторгшимися галатами. Ни место, ни дата битвы неизвестны. Основной и практически единственный источник — небольшое сочинение Лукиана Самосатского «Зевксис, или Антиох» (II век н. э.), достоверность изложения событий в котором ставится частью современных историков под сомнение. Также в Суде упоминается о том, что поэтом Симонидом Магнесийским было написано произведение (возможно, энкомий), посвящённое этой битве.

## Предыстория
В начале III века до н. э. кельтские племена вторглись на Балканы, нанесли ряд поражений македонянам и грекам и разграбили святилище в Дельфах (по другой версии, безуспешно пытались его захватить). В 278 году до н. э. часть захватчиков, а именно племена толистобогиев, тектосагов и трокмов, возглавляемые вождями Леоннорием и Лутарием, воспользовались приглашением вифинского царя Никомеда I и переправились в Малую Азию. Никомед надеялся с их помощью справиться со своим братом Зипойтом, развязавшим гражданскую войну, а также с угрожавшими его державе Селевкидами. Однако после победы над Зипойтом кельты не вернулись на Балканы, а двинулись в глубь Малой Азии, разоряя или облагая данью все окрестные территории. Таким образом, экспансия кельтских племён, также называемых галатами (др.-греч. Γαλάται), вошла в противоречие с интересами Селевкидов, претендовавшими на владение всей Малой Азией.

## Расстановка сил и ход битвы
Войско Антиоха было небольшим, наспех собранным, большую его часть составляли легковооружённые и стрелки. Галаты образовали фалангообразное построение, в первом ряду которого стояли галатские воины в медных панцирях, а далее в глубину в двадцать четыре ряда были построены гоплиты. 20-тысячная конница расположилась на флангах. В центре строя заняли место 80 колесниц с косами и 160 боевых колесниц с парной упряжкой. Оценивая соотношение сил, Антиох уже склонялся к переговорам о мире, когда родосец Теодот (Феодот) убедил его сделать ставку на внезапный удар 16 боевых слонов.
Слоны были спрятаны за строем селевкидских войск: по 4 на каждом фланге для борьбы с неприятельской конницей и 8 в центре для борьбы с тяжёлыми и лёгкими колесницами. Галаты и их кони, никогда ранее не видевшие слонов, впали в панику и, не сойдясь с противником даже на полёт стрелы, обратились в бегство. Колесницы, потерявшие управление, нанесли тяжёлые потери собственному войску, а слоны и воины Антиоха довершили разгром. Почти всё войско галатов было уничтожено или пленено.
Лукиан в другом произведении сообщает, что Антиоху накануне битвы приснился сон, будто перед ним предстал Александр Великий и велел дать перед битвой войску условным возгласом слово «здоровье», — под знаменем этого слова он и одержал победу.

## Последствия
Лукиан сообщает, что воины селевкидской армии запели пеан и возложили на царя победный венок, провозглашая его победителем. Однако Антиох заплакал и сказал:

Да будет нам стыдно, воины: только этим шестнадцати животным мы обязаны нашим спасением, — если бы невиданное зрелище не поразило врагов, что мы с вами могли бы против них сделать?

На победном памятнике он велел вырезать только изображение слона и ничего более. Именно после этой победы Антиох получил прозвище Сотер (греч. σωτήρ — спаситель). Несмотря на поражение, галаты смогли закрепиться в центральной части Малой Азии. Эта область получила название Галатия.